# 哀しみ色の街
『哀しみ色の街』 (原題 :Walking Wounded) は、イギリスの音楽バンドであるエヴリシング・バット・ザ・ガールが1996年に発表したアルバムである。

## 概要
このアルバムからは、『哀しみ色の街』、『ロング (全米ダンス・クラブチャート1位)』、『シングル』、『ビフォア・トゥデイ』の4曲がシングルカットされた。
また、本作に収録された楽曲のドラムンベースリミックスを集めたEPとして、『Everything But The Girl vs. Drum 'N' Bass』がリリースされた。

## 楽曲
『ミッシング (トッド・テリー・リミックス)』の大ヒット(1995年全英3位、全米2位)や、マッシヴ・アタックとのコラボレーションを経て、これまで部分的に取り入れていたエレクトロニック・ミュージックの要素を前面に押し出したアルバムである。
ヴォーカルのトレイシー・ソーンは、音像の変化について「私にとって重要なのはスペース感。自分が歌を歌うまわりに邪魔なものは欲しくない。だからバックトラックがギターであろうと、打ち込みであろうと、歌うスペースがあれば問題は全くないわ」と語っている。
『シングル』には、ティム・バックリィの楽曲『Song To The Siren』と、スタン・トレイシーの楽曲『Starless And Bible Black』がサンプリングされている。

## 収録曲
1. ビフォア・トゥデイ - Before Today
2. ロング - Wrong
3. シングル - Single
4. ザ・ハート・リメインズ・ア・チャイルド - The Heart Remains a Child
5. 哀しみ色の街 - Walking Wounded
6. フリップサイド - Flipside
7. ビッグ・ディール - Big Deal
8. ミラーボール - Mirrorball
9. グッド・コップ・バッド・コップ - Good Cop Bad Cop
10. ロング (トッド・テリー・リミックス) - Wrong (Todd Terry Remix)
11. 哀しみ色の街 (オムニ・トリオ・リミックス) - Walking Wounded (Omni Trio Remix)